# コンピュータのカテゴリ一覧
コンピュータに関するカテゴリ。

## 関連する目次・一覧
- Category:コンピュータ関連の一覧 - コンピュータに関する各種一覧記事
- ゲームのカテゴリ一覧 - ゲーム機、ゲームソフトに関するカテゴリ
- 通信のカテゴリ一覧 - 通信・放送・インターネットに関するカテゴリ
- コンピュータ用語一覧
- コンピュータ略語一覧
- 情報・通信・コンピュータ一覧の一覧

## 一般項目の50音順目次
企業名については、#企業名の50音順目次を参照。

### A-Z,0-9
- Category:.NET - マイクロソフト、.NET
- Category:2ちゃんねるブラウザ - アプリケーションソフト名、2ちゃんねるブラウザ
- Category:3DCGソフトウェア - 3DCGソフトウェア
- Category:API - API (アプリケーションプログラミングインタフェース)
- Category:BASIC - プログラミング言語、BASIC
- Category:C++ - プログラミング言語、C++
- Category:CAD - CAD
- Category:CADソフト
- Category:CADファイルフォーマット
- Category:CPU - CPU
- Category:C言語 - プログラミング言語、C言語
- Category:DTP - デスクトップ出版、DTP
- Category:DTPソフト
- Category:DVD関連のソフト
- Category:EDAソフト - 電子回路・半導体設計ツール
- Category:FLASHムービー
- Category:GNOME - Linuxのデスクトップ、GNOME
- Category:HTML - HTML
- Category:Java - Java
- Category:Java開発ツール
- Category:Javaプラットフォーム - Javaプラットフォーム
- Category:Javaプラットフォームソフトウェア
- Category:KDE - Linuxのデスクトップ、KDE
- Category:Linux - Linux
- Category:LISP - プログラミング言語、LISP
- Category:LiveCD - Linux, Live CD
- Category:Mac OS - アップル、Mac OS
- Category:Microsoft Office - オフィスソフト、Microsoft Office
- Category:Mozilla - Mozilla
- Category:Mozilla Firefox - Webブラウザ、Mozilla Firefox
- Category:OS/2 - 1990年代のオペレーティングシステム、OS/2
- Category:OSのカーネル - オペレーティングシステム
- Category:OSのファイルシステム - オペレーティングシステム
- Category:OSのプロセス管理 - オペレーティングシステム
- Category:P2P - P2P
- Category:Pascal - プログラミング言語、Pascal
- Category:PDF - 文書ファイルフォーマット、PDF
- Category:PDFソフト
- Category:Perl - プログラミング言語、Perl
- Category:PHP - プログラミング言語、PHP
- Category:PostScript - プリンタなどのページ記述言語、PostScript
- Category:RFC - インターネットの通信規格の勧告、Request for Comments
- Category:Ruby - プログラミング言語、Ruby
- Category:SQL - データベースの問い合わせ言語、SQL
- Category:TeX - 文書レイアウトのマークアップ言語、TeX
- Category:ThinkPad - IBMのノートパソコン、ThinkPad
- Category:TRONプロジェクト - 新しいコンピュータアーキテクチャのプロジェクト、TRONプロジェクト
- Category:TRONコード - TRONコード
- Category:Unicode - 文字コード、Unicode
- Category:UNIXのソフトウェア
- Category:VDP - Video Display processor、VDP
- Category:Webオーサリングソフト - ホームページ作成などのアプリケーション、Webオーサリングソフト
- Category:Webサーバ - Webサーバ
- Category:World Wide Web - WWW、World Wide Web
- Category:X Window System - Unixのウインドシステム、X Window System
- Category:XML - XML、Extensible Markup Language

### あ行
あ
- Category:Appleのパーソナルコンピュータ
- Category:アプリケーションソフト - アプリケーションソフト
- Category:アプリケーションソフト (製品)
- Category:アルゴリズム - アルゴリズム
- Category:暗号技術

い
- Category:インスタントメッセンジャー - 通信ソフト、インスタントメッセンジャー
- Category:インターネット - インターネット
- Category:インターネットガバナンス - インターネットガバナンス
- Category:インターネットサービス
- Category:インターネットスイート - インターネットスイート
- Category:インターネットスラング - インターネットスラング
- Category:インターネットのプロトコル
- Category:インターネットの人物
- Category:インターネットの文化
- Category:インターネットの歴史
- Category:インターネット技術
- Category:インターネット接続 - インターネット接続
- Category:インターネット犯罪
- Category:インターネット標準 - インターネット標準
- Category:インタフェース規格

う
- Category:ウィキ - ウィキ
- Category:ウィキクローン
- Category:ウィキペディア
- Category:ウェブアプリケーション - ウェブアプリケーション
- Category:ウェブサイト - ウェブサイト
- Category:ウェブデザイン - ウェブデザイン
- Category:ウェブブラウザ - ウェブブラウザ
- Category:伺か - アプリケーションソフト名、伺か

え
- Category:映像編集・合成ソフト

お
- Category:オープンソース - オープンソース
- Category:オフィスソフト - オフィスソフト
- Category:オブジェクトファイルフォーマット
- Category:オブジェクト指向 - オブジェクト指向
- Category:オブジェクト指向の人物
- Category:オブジェクト指向言語 - オブジェクト指向言語
- Category:オペレーティングシステム - オペレーティングシステム
- Category:オペレーティングシステムの仕組み
- Category:音声ファイルフォーマット - 音声ファイルフォーマット
- Category:音声処理ソフト
- Category:オンラインゲーム - オンラインゲーム
- Category:オンライン音楽データベース

### か行
か
- Category:化学データベース - 化学データベース
- Category:画像ファイルフォーマット - 画像ファイルフォーマット
- Category:グラフィックソフトウェア - 画像処理ソフトウェア、グラフィックソフトウェア
- Category:解凍ソフト - ファイルの圧縮・解凍を行うアプリケーション
- Category:拡張カード - 拡張カード
- Category:型理論 - 型理論
- Category:勘定系システムパッケージ - 業務用アプリケーション
- Category:関数型プログラミング - 関数型プログラミング
- Category:関数型言語 - 関数型言語

き
- Category:キー配列 - キー配列
- Category:機械学習 - 機械学習
- Category:機械翻訳 - 機械翻訳
- Category:記憶装置 - 記憶装置

く
- Category:組合せ最適化 - 組合せ最適化
- Category:組み込みオペレーティングシステム - 組み込みオペレーティングシステム
- Category:組み込みOSの製品
- Category:組み込みシステム - 組み込みシステム
- Category:グラフィカルユーザインタフェース - GUI、グラフィカルユーザインタフェース
- Category:グラフィックカード - グラフィックカード
- Category:グラフ作成ソフト - グラフ作成ソフト
- Category:グループウェア - グループウェア

け
- Category:形式言語 - 形式言語
- Category:形式手法 - 形式手法
- Category:形式手法の人物
- Category:計算化学 - 計算化学
- Category:計算科学 - 計算科学
- Category:計算機科学 - 計算機科学
- Category:計算機科学者
- Category:計算機科学の賞
- Category:計算機工学 - 計算機工学
- Category:計算数論
- Category:計算複雑性理論 - 計算複雑性理論
- Category:計算物理学 - 計算物理学
- Category:計算理論 - 計算理論
- Category:携帯可能なコンピュータ - モバイル情報機器
- Category:携帯型ゲーム機 - 携帯型ゲーム機
- Category:携帯情報端末 - 携帯情報端末 (PDA)
- Category:携帯電話 - 携帯電話
- Category:携帯電話アプリ
- Category:携帯電話の通信規格
- Category:携帯電話ブラウジング
- Category:検索 - 検索
- Category:検索アルゴリズム

こ
- Category:構文解析 (プログラミング)
- Category:国際ローミング - 国際ローミング
- Category:コーデック - コーデック
- Category:コネクタ - コネクタ
- Category:コンテンツ管理システム - コンテンツ管理システム (CMS)
- Category:コンパイラ - コンパイラ
- Category:コンピュータ - コンピュータ
- Category:コンピュータ (歴代) - ENIACなど歴史的なコンピュータ機種
- Category:コンピュータアーキテクチャ - コンピュータアーキテクチャ
- Category:コンピュータウイルス - コンピュータウイルス
- Category:コンピュータグラフィックス - コンピュータグラフィックス
- Category:コンピュータゲーム - コンピュータゲーム、ゲームのカテゴリ一覧も参照。
- Category:コンピュータゲームソフト
- Category:コンピュータゲームの技術
- Category:コンピュータゲームの周辺機器
- Category:コンピュータゲーム制作ソフト
- Category:コンピュータセキュリティ - コンピュータセキュリティ
- Category:コンピュータチェス - コンピュータチェス
- Category:コンピュータに関する法則 - 経験則、予見則など
- Category:コンピュータネットワーク - コンピュータネットワーク
- Category:コンピュータ・ネットワーク・セキュリティ
- Category:コンピュータのデータ
- Category:コンピュータのユーザインタフェース
- Category:コンピュータの形態 - サーバ、パソコン、ミニコンなど各種形態
- Category:コンピュータの算術
- Category:コンピュータの仕組み
- Category:コンピュータの文化
- Category:コンピュータの利用
- Category:コンピュータバス
- Category:コンピュータビジョン - 人工視覚、ロボットの視覚、コンピュータビジョン
- Category:コンピュータミュージック - コンピュータミュージック
- Category:コンピュータ囲碁 - コンピュータ囲碁
- Category:コンピュータ関連人物
- Category:コンピュータ企業
- Category:コンピュータ言語 - コンピュータ言語
- Category:コンピュータ史 - コンピュータの歴史
- Category:コンピュータ周辺機器企業
- Category:コンピュータ将棋 - コンピュータ将棋

### さ行
さ
- Category:最適化 - 最適化
- Category:最適化アルゴリズム
- Category:サーバ - サーバ
- Category:サーバ (ハードウェア)

し
- Category:磁気テープ - 記録媒体、磁気テープ
- Category:磁気記録 - 記録方式、
- Category:自作パソコン - 自作パソコン
- Category:自然言語処理 - 自然言語処理
- Category:システムソフトウェア - ファームウェア、オペレーティングシステム(OS)など、システムソフトウェア
- Category:集積回路 - 集積回路
- Category:出力機器
- Category:情報システム - 情報システム
- Category:情報の単位
- Category:情報技術者
- Category:情報工学者
- Category:情報理論 - 情報理論
- Category:人工知能 - 人工知能
- Category:人工知能学者
- Category:シンセサイザー - 音声処理の一分野、コンピュータミュージック、シンセサイザー

す
- Category:数式処理システム - 数式処理システム
- Category:数値解析 - 数値解析
- Category:数値解析ソフトウェア - 数値解析ソフトウェア
- Category:数値線形代数
- Category:数論アルゴリズム
- Category:スーパーコンピュータ - スーパーコンピュータ
- Category:スクリプト言語 - プログラミング言語の一分野、スクリプト言語
- Category:スタイルシート言語 - スタイルシート言語
- Category:スマートフォン - スマートフォン

せ
- Category:制御構造 - 制御構造
- Category:生物医学データベース
- Category:セキュリティソフト
- Category:セキュリティ技術

そ
- Category:相変化記録 - 記録方式
- Category:ソーシャル・ネットワーキング・サービス - ソーシャル・ネットワーキング・サービス
- Category:ソーシャルブックマーク - ソーシャルブックマーク
- Category:ソート - 並べ替えに関するソフト技術、ソート
- Category:ソフトウェア - ソフトウェア
- Category:ソフトウェアアーキテクチャ - ソフトウェアアーキテクチャ
- Category:ソフトウェアテスティング - ソフトウェア開発の一分野
- Category:ソフトウェアの分類
- Category:ソフトウェアパターン - ソフトウェア開発の一分野、ソフトウェアパターン
- Category:ソフトウェア会社
- Category:ソフトウェア開発ツール
- Category:ソフトウェア開発工程 - ソフトウェア開発工程
- Category:ソフトウェア工学 - ソフトウェア工学

### た行
ち
- Category:中国語入力システム
- Category:著作権管理技術

つ
- Category:通信プロトコル - 通信プロトコル
- Category:通信機器 - 通信機器

て
- Category:ディスプレイ技術
- Category:データシリアライゼーションフォーマット
- Category:データベース - データベース
- Category:データベース管理システム - データベース管理システム (DBMS)
- Category:データ圧縮 - データ圧縮
- Category:データ圧縮規格
- Category:データ型 - データ型
- Category:データ構造 - データ構造
- Category:テキストエディタ - アプリケーションソフト、テキストエディタ
- Category:デジタルシステム
- Category:デジタル回路 - デジタル回路
- Category:デスクトップ環境 - デスクトップ環境
- Category:電子メール - 電子メール
- Category:電子メールソフト - 電子メールソフト
- Category:電子掲示板 - 電子掲示板
- Category:電子決済 - 電子決済
- Category:電子書籍
- Category:電子商取引 - 電子商取引
- Category:電子図書館 - 電子図書館
- Category:電子媒体 - 電子媒体
- Category:電卓 - 電卓
- Category:テンプレートエンジン - テンプレートエンジン

と
- Category:問い合わせ言語 - データベース分野、問い合わせ言語
- Category:統一モデリング言語 - 統一モデリング言語
- Category:統計処理ツール
- Category:統合開発環境 - ソフトウェア開発の一分野、統合開発環境
- Category:動画ファイルフォーマット - 映像データ
- Category:動画圧縮 - 動画圧縮
- Category:同人ソフト - 同人ソフト

### な行
に
- Category:日本語入力システム - 日本語入力システム
- Category:日本語入力ソフト
- Category:入力機器
- Category:認証技術

ね
- Category:ネットワークソフト

### は行
は
- Category:排他制御 - 排他制御
- Category:バージョン管理システム - バージョン管理システム
- Category:パーソナルコンピュータ - パーソナルコンピュータ
- Category:パーソナルコンピュータ (製品)
- Category:ハードウェア - ハードウェア
- Category:ハードウェア記述言語 - ハードウェア記述言語
- Category:バイオインフォマティクス - バイオインフォマティクス
- Category:ハイパーテキスト - ハイパーテキスト
- Category:バグ - ソフトウェアの欠陥、バグ
- Category:パソコンの周辺機器
- Category:パソコンの歴史 - パソコンの歴史
- Category:パソコン雑誌 - パソコン雑誌
- Category:パソコン通信 - パソコン通信
- Category:パソコン用ゲームソフト
- Category:パッケージ管理システム - パッケージ管理システム
- Category:ハッシュ関数 - ハッシュ関数
- Category:半導体メモリ - 半導体メモリ

ひ
- Category:光ディスク - 記録装置・媒体、光ディスク
- Category:標準Cライブラリ - 標準Cライブラリ
- Category:表計算ソフト - 表計算ソフト

ふ
- Category:ファームウェア - ファームウェア
- Category:ファイルフォーマット - ファイルフォーマット
- Category:プラットフォーム別ゲームソフト
- Category:フリーウェア - フリーウェア
- Category:フリーソフトウェア財団 - フリーソフトウェア財団
- Category:プリンター - プリンター
- Category:ブログソフト
- Category:プログラマ - プログラマ
- Category:プログラミング - プログラミング
- Category:プログラミングパラダイム - プログラミングパラダイム
- Category:プログラミング言語 - プログラミング言語
- Category:プログラミング言語の構文
- Category:プログラミング言語設計者
- Category:プログラミング言語別ソフトウェア
- Category:プロジェクトマネジメント - プロジェクトマネジメント
- Category:分散処理 - 分散処理
- Category:文書作成ソフト - テキストエディタ、ワープロ、オフィスソフトなど
- Category:文書処理検定

へ
- Category:並行計算 - 並行計算
- Category:並行性 - 並行性
- Category:並列コンピューティング - 並列コンピューティング
- Category:ベンチマーク - ベンチマーク

ほ
- Category:ポインティングデバイス - ポインティングデバイス
- Category:翻訳エンジン

### ま行
ま
- Category:マークアップ言語 - マークアップ言語
- Category:マイクロソフトのAPI
- Category:マイクロソフトの開発ツール
- Category:マイクロソフトの人物
- Category:マイクロプロセッサ - CPUの製品名、固有の型番など、マイクロプロセッサ
- Category:マルウェア - マルウェア

み
- Category:ミニコンピュータ - ミニコンピュータ
- Category:メーカー別ゲームソフト
- Category:メーカー別ハードウェア

め
- Category:メタデータ - メタデータ
- Category:メディアプレーヤーソフト
- Category:メモリーカード - メモリーカード
- Category:メモリ管理 - メモリ管理

も
- Category:文字コード - 文字コード
- Category:モバイルネットワーク
- Category:モンテカルロ法 - モンテカルロ法

### や行
- Category:ユビキタスコンピューティング - ユビキタスコンピューティング

### ら行
ら
- Category:乱数 - 乱数
- Category:ライティングソフト - 光ディスクへの書き込みを行うソフト、ライティングソフト
- Category:ライブラリ (プログラミング)

り
- Category:理論計算機科学 - 理論計算機科学

### わ行
- Category:ワークステーション - ワークステーション
- Category:割り込み (コンピュータ) - コンピュータの処理手法

## 企業名の50音順目次
- Category:IBM - IBM（アメリカ）
- Category:NCR - NCR（アメリカ）
- Category:Apple - Apple（アメリカ）
- Category:アドビ - アドビ（アメリカ）
- Category:インテル - インテル（アメリカ）
- Category:オラクル - オラクル（アメリカ）
- Category:かつて存在したアメリカ合衆国のコンピュータ企業
- Category:かつて存在したコンピュータ企業
- Category:管理工学研究所 - 管理工学研究所（日本）
- Category:キヤノン - キヤノン（日本）、プリンタ、OAソフトなど
- Category:コンピュータゲームメーカー・ブランド
- Category:コンピュータ企業
- Category:コンピュータ周辺機器企業
- Category:サン・マイクロシステムズ - サン・マイクロシステムズ（アメリカ）
- Category:ジャストシステム - ジャストシステム（日本）
- Category:セイコー - セイコー（日本）
- Category:ソフトウェア会社
- Category:ディジタル・イクイップメント・コーポレーション - ディジタル・イクイップメント・コーポレーション（アメリカ）
- Category:デジタルリサーチ - デジタルリサーチ（アメリカ）
- Category:日本電気 - 日本電気（日本）
- Category:日立製作所 - 日立製作所（日本）
- Category:ヒューレット・パッカード - ヒューレット・パッカード（アメリカ）
- Category:富士通 - 富士通（日本）
- Category:マイクロソフト - マイクロソフト（アメリカ）
- Category:メーカー別ゲームソフト
- Category:メーカー別ハードウェア

## カテゴリツリー
主要な分野のカテゴリツリー
Category:コンピュータ
Category:コンピュータの利用
Category:パーソナルコンピュータ
Category:ソフトウェア
Category:アプリケーションソフト
Category:ファイルフォーマット
Category:ハードウェア
Category:プログラミング